# St-Pierre (Bassanne)

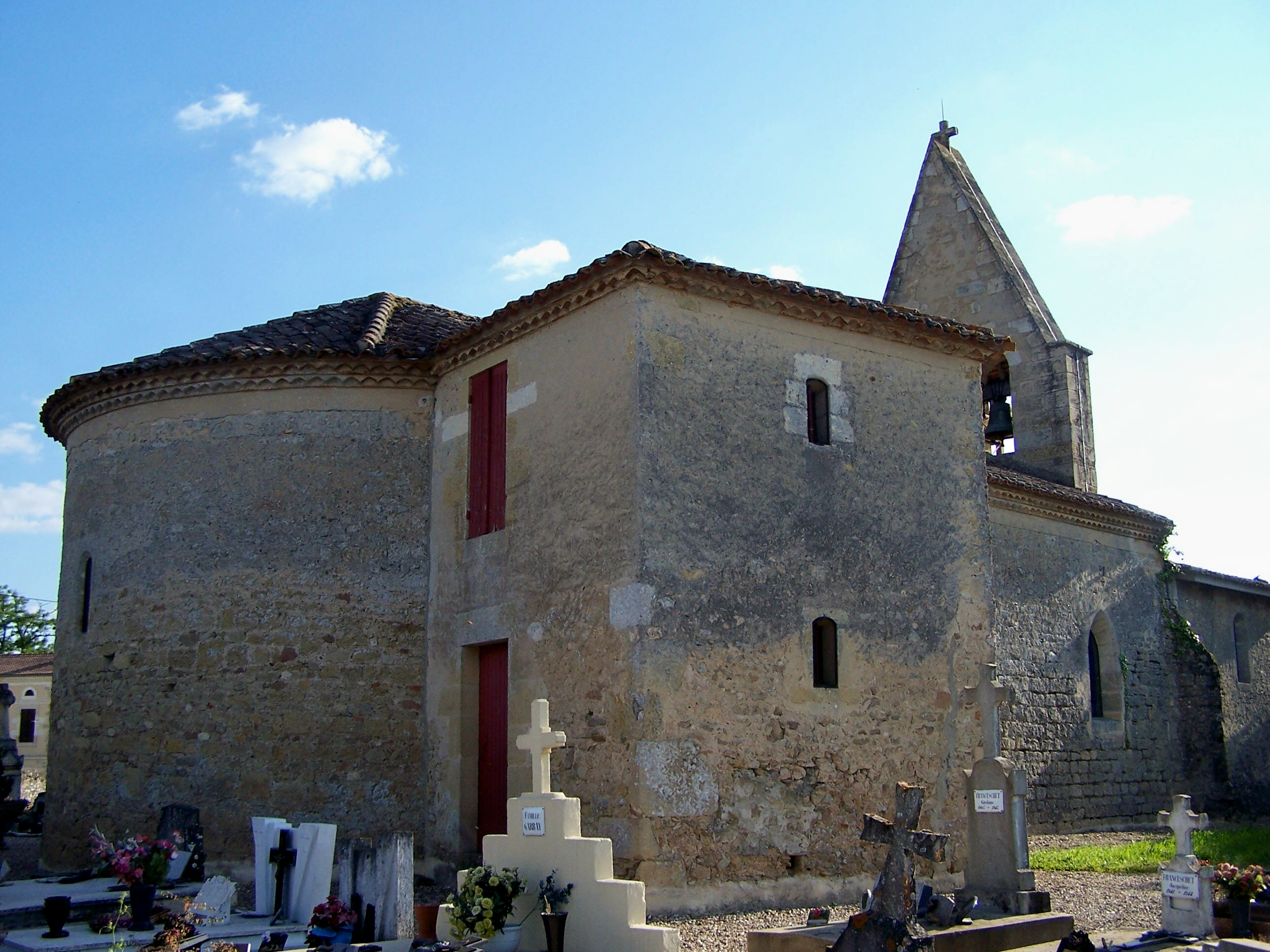
Kirche St-Pierre in Bassanne

Die katholische Kirche St-Pierre in Bassanne, einer französischen Gemeinde im Département Gironde in der Region Nouvelle-Aquitaine, wurde im 13. Jahrhundert errichtet und im 16. Jahrhundert umgebaut. Die Kirche ist dem Apostel Petrus geweiht. 
Aus der Zeit der Romanik sind die Außenmauern und der dreieckige Glockengiebel erhalten. 
Von der Ausstattung ist eine Madonna mit Kind aus dem 18. Jahrhundert erwähnenswert.